# Минский, Станислав
Станислав Минский (ок. 1561—1607) — государственный деятель Речи Посполитой, воевода ленчицкий (1590—1607), подканцлер коронный (1606—1607).

## Биография
Представитель польского шляхетского рода Минских герба «Прус III». Сын войского варшавского Каспера Минского и Дороты Горынской. Происходил из шляхетского рода, осевшего в Мазовии. Владел большим фольварком и дворцом в Миньске-Мазовецком, построил кирпичный костёл Рождества Пресвятой Девы Марии.
Первоначально учился в Польше, в частности, в иезуитском коллегиуме в Пултуске. После смерти родителей был отдан под опеку краковского епископа Франциска Красинского. По решению епископа плоцкого Петра Дунина-Вольского, благодетеля пултуского коллегиума, Станислав Минский совершил путешествие в Италию. После возвращения на родину он начал свою деятельность при королевском дворе. В 1583 году заключил брак с Урсулой Дембинской, дочерью каштеляна краковского Валентия Дембинского.
Во время бескоролевья 1587 года (после смерти Стефана Батория) Станислав Минский принадлежал к партии канцлера великого коронного Яна Замойского и поддерживал кандидатуру шведского кронпринца Сигизмунда Вазы. Однако вскоре он вышел из окружения всемогущего магната и стал близким соратником нового короля. Уже в 1588 году Минский был каштеляном ливским, в том же году стал каштеляном закрочимским. В 1589 году он участвовал в ратификации Бытомско-бедзинского трактата на пацификационном сейме. В 1590 году Станислав Минский был назначен одним из комиссаров для ратификации Бытомско-бедзинского договора и в том же году стал воеводой ленчицким. Полностью поддерживал тайные планы польского короля Сигизмунда III Вазы по отъезду в Швецию и передаче польского престола в руки Габсбургов. Когда об этом стало известно, Станислав Минский ревностно защищал короля на сеймах против оппозиции канцлера Яна Замойского.
В 1593 году Станислав Минский во главе посольства ездил в Рим, где был представлен папе римскому Клименту VIII, добившись разрешения на канонизацию доминиканского монаха Яцека Одровонжа. 17 апреля 1593 года папа римский причислил Яцека Одровонжа в лику святых. За заслуги король Речи Посполитой Сигизмунд Ваза пожаловал Станиславу Минскому староста тышовецкое и плоцкое, а также имения в Куявии и Великой Польше.
Станислав Минский ревностно исполнял сенаторские обязанности, участвовал в сеймах Речи Посполитой и во многих сеймовых комиссиях. В 1596 году в качестве сенаторского комиссара ездил в посольстве ко двору германского императора Рудольфа II. В 1605 году возглавлял группу сенаторов, встречающей в Кракове эрцгерцогиню Констанцию Австрийскую, вторую супругу Сигизмунда III Вазы. 1 апреля 1606 года король передал ему печать подканцлера коронного.
После начала рокоша Николая Зебжидовского Станислав Минский вместе с епископом краковским Петром Тылицким ездил в лагерь мятежных дворян, но не смог достичь компромисса. Вскоре после этого подканцлер коронный тяжело заболел и по воле короля отправился на лечебные воды вблизи Неаполя в Италии. Из-за напряженной политической ситуации в Речи Посполитой польский монарх призвал его вернуться на родину, но во время путешествия Станислав Минский скончался в Падуе 21 июля 1607 года. Он был похоронен в костёле Святого Антония.
Оставил после себя четырёх дочерей: Барбару, Анну, Дороту и Софию.